# Coupe de France 1998
Die Coupe de France 1998 war die 7. Austragung der Coupe de France, einer seit der Saison 1992 stattfindenden Serie von französischen Eintagesrennen. Die Fahrerwertung gewann der Franzose Pascal Lino vom französischen Team BigMat-Auber 93, die Teamwertung gewann die Mannschaft Casino-C’est votre équipe.

## Rennen
| Datum         | Rennen                             | Sieger           |
| ------------- | ---------------------------------- | ---------------- |
| 21. Februar   | Tour du Haut-Var                   | Laurent Jalabert |
| 22. Februar   | Classic Haribo                     | Lauri Aus        |
| 22. März      | Grand Prix Cholet-Pays de la Loire | Jaan Kirsipuu    |
| 3. April      | Route Adélie                       | Jaan Kirsipuu    |
| 5. April      | Grand Prix de Rennes               | Pascal Chanteur  |
| 14. April     | Paris–Camembert                    | Pascal Lino      |
| 22. April     | La Côte Picarde                    | Marco Zinetti    |
| 23. April     | Grand Prix de Denain               | Jaan Kirsipuu    |
| 26. April     | Tour de Vendée                     | Marco Di Renzo   |
| 3. Mai        | Trophée des Grimpeurs              | Pascal Hervé     |
| 31. Mai       | Boucles de la Seine-Saint-Denis    | Tony Bracke      |
| 6. Juni       | Classique des Alpes                | Laurent Jalabert |
| 20. Juni      | A Travers le Morbihan              | Laurent Desbiens |
| 30. August    | Grand Prix Ouest France            | Pascal Hervé     |
| 13. September | Grand Prix de Fourmies             | Luca Mazzanti    |
| 20. September | Grand Prix d’Isbergues             | Stéphane Cueff   |
| 27. September | Polymultipliée de l’Hautil         | Emmanuel Magnien |
| 1. Oktober    | Paris–Bourges                      | Ludo Dierckxsens |

## Fahrerwertung
| Position | Fahrer           | Team            | Punkte |
| -------- | ---------------- | --------------- | ------ |
| 1        | Pascal Lino      | BigMat-Auber 93 | 154    |
| 2        | Pascal Hervé     | Festina-Lotus   | 122    |
| 3        | Laurent Desbiens | Cofidis         | 120    |